# Kirakos di Gandzak
Kirakos di Gandzak, noto anche come Kirakos Gandzaketsi (Gəncə, 1200 – Gosh, 1271), è stato uno storico armeno.
È autore di una Storia degli Armeni, che contiene un sommario degli eventi dal IV al XII secolo e una dettagliata descrizione degli eventi a lui contemporanei.

## Biografia
Kirakos nacque nella regione di Gandzak (l’odierna Gəncə) intorno al 1200 e studiò al monastero di Goshavank, situato nei pressi di Gosh. Divenuto allievo di Hovhannes Vanakan, nel 1215 si trasferì insieme al maestro e ad alcuni confratelli nel monastero di Koranashat, situato nei pressi di Chinari. In seguito all’invasione mongola del 1230, Kirakos e Vanakan furono presi prigionieri nel 1236. Insieme al suo maestro, Kirakos entrò a servizio dei Mongoli come segretario e imparò la loro lingua. Qualche mese dopo, Vanakan fu liberato in seguito al pagamento di un riscatto; Kirakos riuscì ad evadere e insieme al maestro ritornò a Goshavank. Nel 1251 Vanakan morì e Kirakos subentrò al maestro come capo della scuola di Goshavank. Nel 1255 fu ricevuto in udienza da Aitone I, sovrano del regno armeno di Cilicia, di ritorno dalla visita effettuata al khan dei Mongoli Munke; Kirakos informò il sovrano della sua attività di maestro effettuata nella provincia di Tavowš. A parte qualche soggiorno in Cilicia, Kirakos passò il resto della sua vita a Goshavank, dove morì nel 1271 e dove fu sepolto.

## Opere
L’opera principale di Kirakos è la Storia degli Armeni, composta da 65 capitoli e divisa in due parti. La prima parte comincia con la vita di Gregorio Illuminatore, santo patrono della Chiesa apostolica armena, ed è principalmente dedicata alla storia di questa Chiesa nel periodo compreso fra il IV e il XII secolo. La seconda parte tratta invece delle conseguenze e dei danni materiali provocati dalle invasioni dei Selgiuchidi e dei Mongoli. L’opera è stata tradotta in diverse lingue, tra cui il latino, il francese e il russo. Copie manoscritte dell’opera sono conservate al Matenadaran di Erevan e in diversi musei a Vienna, Parigi, Londra e San Pietroburgo.